# Sarcocheilichthys
Sarcocheilichthys es un género de peces de la familia Cyprinidae y de la orden de los Cypriniformes.

## Especies
- Sarcocheilichthys biwaensis Hosoya, 1982
- Sarcocheilichthys caobangensis V. H. Nguyễn & V. B. Vo, 2001
- Sarcocheilichthys czerskii (L. S. Berg, 1914)
- Sarcocheilichthys davidi (Sauvage, 1878)
- Sarcocheilichthys hainanensis Nichols & C. H. Pope, 1927
- Sarcocheilichthys kiangsiensis Nichols, 1930
- Sarcocheilichthys lacustris (Dybowski, 1872)
- Sarcocheilichthys nigripinnis (Günther, 1873)
  - Sarcocheilichthys nigripinnis morii D. S. Jordan & C. L. Hubbs, 1925
  - Sarcocheilichthys nigripinnis nigripinnis (Günther, 1873)
- Sarcocheilichthys parvus Nichols, 1930
- Sarcocheilichthys sinensis Bleeker, 1871
  - Sarcocheilichthys sinensis fukiensis Nichols, 1925
  - Sarcocheilichthys sinensis sinensis Bleeker, 1871
- Sarcocheilichthys soldatovi (L. S. Berg, 1914)
- Sarcocheilichthys variegatus (Temminck & Schlegel, 1846)
  - Sarcocheilichthys variegatus microoculus T. Mori, 1927
  - Sarcocheilichthys variegatus variegatus (Temminck & Schlegel, 1846)
  - Sarcocheilichthys variegatus wakiyae T. Mori, 1927

- Datos: Q1256670
- Multimedia: Sarcocheilichthys / Q1256670
- Especies: Sarcocheilichthys